# Ansegisel
Ansegisel de Metz (Metz, 602-castillo de Chèvremont, probablemente en 662) fue un aristócrata y hombre de Estado, hijo de San Arnulfo, Obispo de Metz, y de Santa Doda de Metz. Fue padre de Pipino de Heristal, fundador de la dinastía carolingia. 

## Biografía
Se sabe de su existencia gracias a los documentos de su hijo Pipino de Heristal, donde se le nombra sin precisar sus cargos ni sus títulos. El Líber Historiae Francorum de 727 confirma estos datos. Se le cita en varios actos de las abadías de Stavelot y Malmedy en 648 entre los fieles del mayordomo de palacio de Grimoaldo I el Viejo junto a su hermano Clodulfo, con el calificativo de «doméstico». Este término se aplicaba antiguamente a los individuos ligados a una gran casa, aunque fueran nobles y tuvieran un cargo importante. Esto es todo lo que mencionan los documentos contemporáneos.
Al final del siglo VIII, Pablo el Diácono, en su Historia de los Lombardos, lo menciona pero lo designa como Anchises (Anquises o Anquises) y lo califica de mayor domus. Hacia 805, los Annals Mettensespriores lo denominan princeps. Se comprueba ya la tendencia de los carolingios a glorificar sus antepasados y a ligarlos con los troyanos (Anquises es el padre de Eneas), y a través de este vínculo, con la Roma Imperial. El silencio de las fuentes contemporáneas permite afirmar que Ansegisel nunca fue ni mayordomo de palacio ni príncipe, y los relatos que lo afirman resultan, o bien de una voluntad de sobrevalorar la importancia de los antepasados de Carlomagno, o bien de una confusión con Adalgiselo, efectivamente mayordomo del palacio en aquel tiempo.
Se casó hacia 643 o 644 con Bega de Cumberland, hija de Pipino de Landen, mayordomo de palacio de Austrasia, y de Itta Idoberge. Del matrimonio nació de manera cierta Pipino de Heristal, llamado el Joven (645-714), mayordomo de los palacios de Austrasia, Neustria y Borgoña. Se les atribuye también la paternidad de Grimes, abad de Corbie y arzobispo de Ruan de 690 a 748, y de Clotilde Doda, esposa del rey Teoderico III.
La Vita Beggae, escrita en el siglo XI, explica que Ansegisel fue asesinado en el castillo de Chèvremont (cerca de Lieja) por un noble austrasiano de nombre Godia o Gundoin, al que habría criado antes como hijo suyo. No se menciona la fecha de este evento, pero es posterior a 648 (un acta de las abadías de Stavelot y Malmédy lo menciona como aún vivo) y anterior a 691 (cuando su viuda, Bega de Cumberland, se retira a Andenne); en 680 (Pipino el Joven es ya uno de los principales jefes austrasianos) y en 669 (si se identifica al homicida con un Gundoin que fue llevado luego a Austrasia). Este Gundoin podría estar emparentado con Otón, mayordomo del palacio de Austrasia, predecesor y enemigo de Grimoaldo. Este homicidio podría ser una venganza de la familia de Otón en respuesta al homicidio de éste en 643, venganza hecha posible por la muerte de Childeberto el Adoptado en 662.